# Sirok
Sirok község Heves vármegyeében a Pétervásárai járásban

## Fekvése, földrajza
A Mátra keleti szélén található, a Tarna mentén, a vármegyeszékhely Egertől 19,5 kilométer távolságra.
A közvetlenül határos települések: észak felől Bükkszék, északkelet felől Bátor, kelet felől Egerbakta, délkelet felől Egerszólát, dél felől Tarnaszentmária, élnyugat felől Verpelét, nyugat felől Recsk, északnyugat felől pedig Szajla.
Különálló településrészei Liszkó és Kőkútpuszta, mindkettő a központjától néhány kilométernyire fekszik, előbbi déli, utóbbi délnyugati irányban.A Település két részből áll Felsősirok városrész és Alsósirok városrész

### Megközelítése
Legfontosabb közúti megközelítési útvonala a Gyöngyös és Eger térségét a Mátrán keresztül összekötő 24-es főút, ezen érhető el Recsk vagy Egerbakta érintésével. Verpelét-Tarnaszentmária felől a 2415-ös úton közelíthető meg, Szajlával és Terpesen át Pétervásárával pedig a 2412-es út köti össze. [A többi szomszédos településsel nincs közvetlen közúti kapcsolata.] A 2415-ös út Kőkútpusztán is áthalad, míg Liszkót a központtal és Kőkútpusztával is a 24 127-es számú mellékút kapcsolja össze. A település határszélét északnyugaton érinti még a 24 122-es út is.
A községet érinti a Kisterenye–Kál-Kápolna-vasútvonal is, amelyen két vasúti megállóhelye is volt, Sirok megállóhely és Kőkútpuszta megállóhely. 2007. március 5-én azonban mindkettő bezárt, attól kezdve a teljes vonalat kivonták a személyforgalomból, azóta csak teherszállítás zajlik rajta.

## Történelem
A község és a vár neve talán szláv eredetű (širokъ kamy : széles kő), vagy francia (sỉrỏk, sỉrỏkỏ), esetleg magyar (sírókő). Első írásos említése 1302-ben Sirak, majd 1320-ban Castrum Syruk.

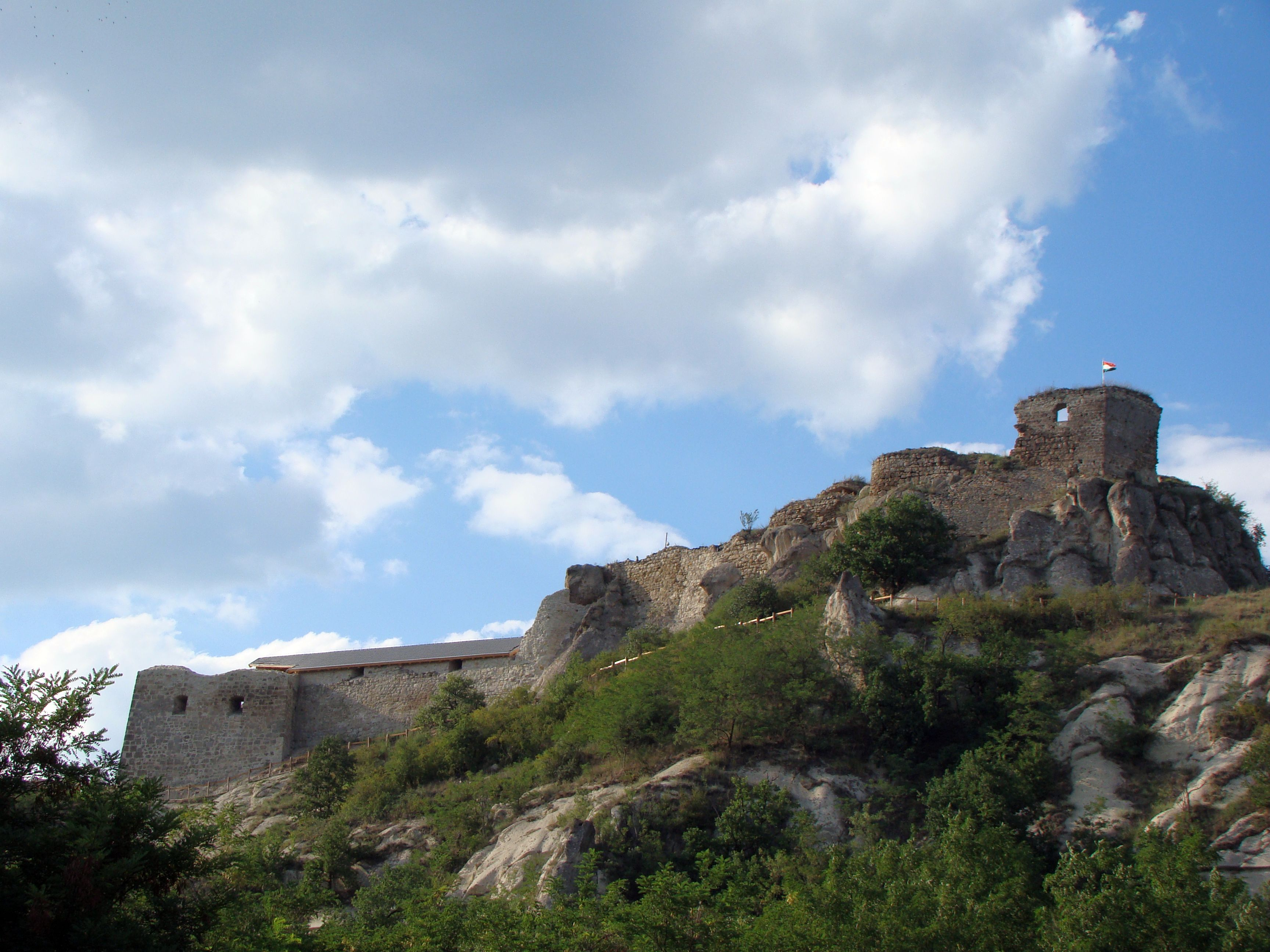
A siroki vár

A község feletti 296 méter magas hegyen álló siroki várat az Aba nemzetségbe tartozó Bohr-Bodon család építtette a 13. században egy korábbi pogány szláv földvár helyén. Mivel a család Csák Mátéhoz csatlakozott Károly Róbert királlyal szemben, ezért a királyi sereg 1320-ban ostrommal elfoglalta tőlük Sirokot, és a vár királyi vár lett. A 14. század végén a Tari család tulajdonába került, majd többször gazdát cserélt. Eger 1552-es sikertelen török ostroma után Sirok várának hadi jelentősége is megnőtt, ezért a várat megerősítették. Ekkori tulajdonosa, Országh Kristóf építtette ki az olaszbástyákkal védett alsó várat. Eger 1596-ban történt elfoglalása után az akkori siroki várnagy harc nélkül feladta a várat. A törökök az így megszerzett erősséget a környékbeli lerombolt templomok köveiből továbbfejlesztették és 90 éven keresztül birtokolták. A törökök elvonulását követően a vár lassan elvesztette hadi jelentőségét és pusztulásnak indult.
Leírás a településről a 18. század végén:
```
SIROK: "Magyar falu Heves Várm. földes Urai Báró Orczy, G. Haller, Sághy, Tarrody, és több Uraságok, a’ kiknek vámjok is van itten, lakosai katolikusok, fekszik erdőkkel köerűl vétetett kies helyen, Terpeshez ész. egy órányira; Tarna vizének Istenmezeje felől lefolyó ága keresztűl foly rajta, ’s meg lévén rekesztve nagy tőltéssel, a’ malom miatt nagy nádas tavat, és rétet okoz, mellynek tsukáji meszsze földön is nevezetesek, jó ízekért. A’ falu felett, ész. és n. ny. között egy magas kősziklán van puszta Vára, mellyet Ország Kristóf építtetett 1562. A’ külső kapu felett e’ felűlírás van: Magnificus Dominus Cristophorus Ország de Gut Co. Neugrad, ac S. Rom. Cćs. Mttis Pincerna. – Sokáig laktak benne az Ozmanok, ’s kinnűlő helyeik hasonlítanak egy kerek tekenőhöz. Liszkai Úrnak szép udvarháza, és majorsága vagyon itten, ’s Báró Orczy Uraságnak is; szántó földgyei, és réttyei igen jók, lakosai szorgalmatosak, és jó gazdák; nagy ország úttya van itten Gömör, és más felsőbb Vármegyékből az alföldre. Rozsnak, N. Berek, és Kőkút puszták is hozzá tartoznak."
 
(
Vályi András
: 
Magyar országnak leírása
, 
1796
–
1799
)
```

## Közélete

### Polgármesterei
- 1990–1994: Lakatos István (független)[3]
- 1994–1998: Lakatos István (SZDSZ)[4]
- 1998–2002: Lakatos István (független)[5]
- 2002–2006: Lakatos István (független)[6]
- 2006–2010: Lakatos István (ÖHME)[7]
- 2010–2014: Lakatos István (független)[8]
- 2014–2019: Tuza Gábor (Fidesz-KDNP)[9]
- 2019–2024: Tuza Gábor (Fidesz-KDNP)[10]
- 2024– : Tuza Gábor (Fidesz-KDNP)[1]

## Népesség
A település népességének változása:
| Lakosok száma | 1881 | 1872 | 1814 | 1690 | 1664 | 1629 | 1656 |
|               | 2013 | 2014 | 2015 | 2021 | 2022 | 2023 | 2024 |

2001-ben a település lakosságának 95%-a magyar, 5%-a cigány nemzetiségűnek vallotta magát.
A 2011-es népszámlálás során a lakosok 86,4%-a magyarnak, 10,1% cigánynak, 0,5% németnek mondta magát (13,3% nem nyilatkozott; a kettős identitások miatt a végösszeg nagyobb lehet 100%-nál). A vallási megoszlás a következő volt: római katolikus 52,5%, református 1,3%, evangélikus 0,3%, görögkatolikus 0,7%, felekezeten kívüli 17,4% (25% nem nyilatkozott).
2022-ben a lakosság 93,2%-a vallotta magát magyarnak, 4,4% cigánynak, 0,4% németnek, 0,3% románnak, 0,1-0,1% szlováknak és szlovénnek, 2,6% egyéb, nem hazai nemzetiségűnek (6,7% nem nyilatkozott; a kettős identitások miatt a végösszeg nagyobb lehet 100%-nál). Vallásuk szerint 40,1% volt római katolikus, 2,7% református, 0,9% görög katolikus, 0,5% evangélikus, 2% egyéb keresztény, 0,7% egyéb katolikus, 19,4% felekezeten kívüli (33,4% nem válaszolt).

## Turizmus
A települést érinti az Országos Kéktúra 21-es és 22-es számú szakasza.
Nevezetességek:
- Siroki vár
- Egykori barlanglakások
- Római katolikus templom. A 18. században épült, szeplőtelen fogantatás tiszteletére felszentelt. Oltárképét Sajósy Alajos festette 1865 körül.
- Kőkútpusztai Szent László kápolna
- Nyírjes-tó
- Látványos sziklaalakzatok: a Barát és az Apáca

## Galéria

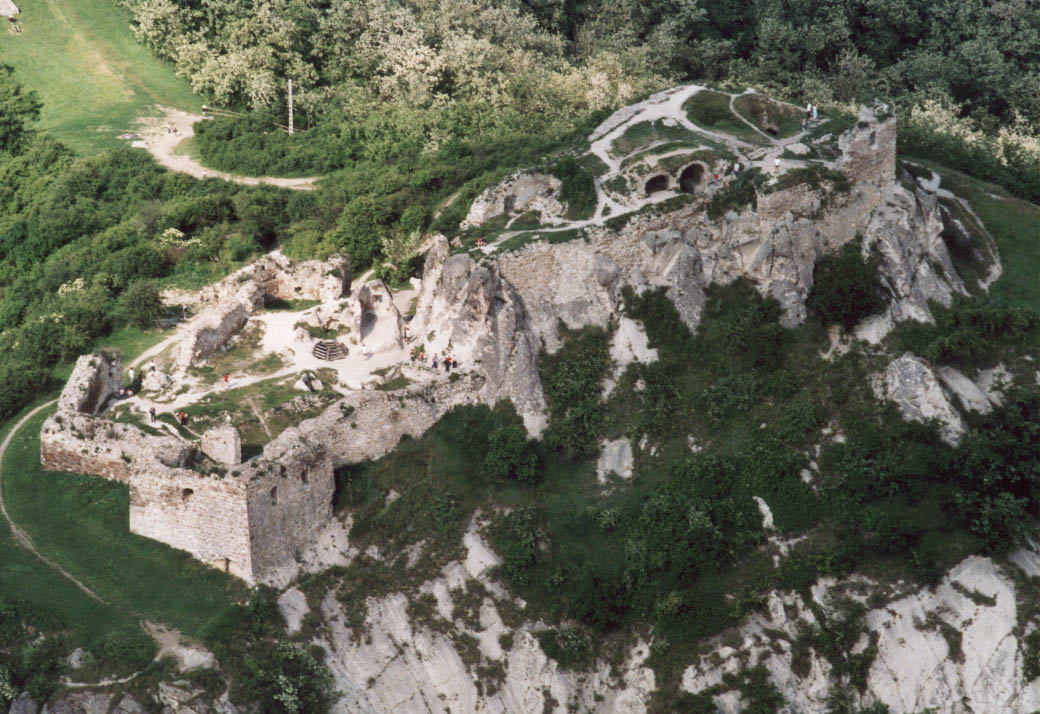
A siroki vár légi fotón
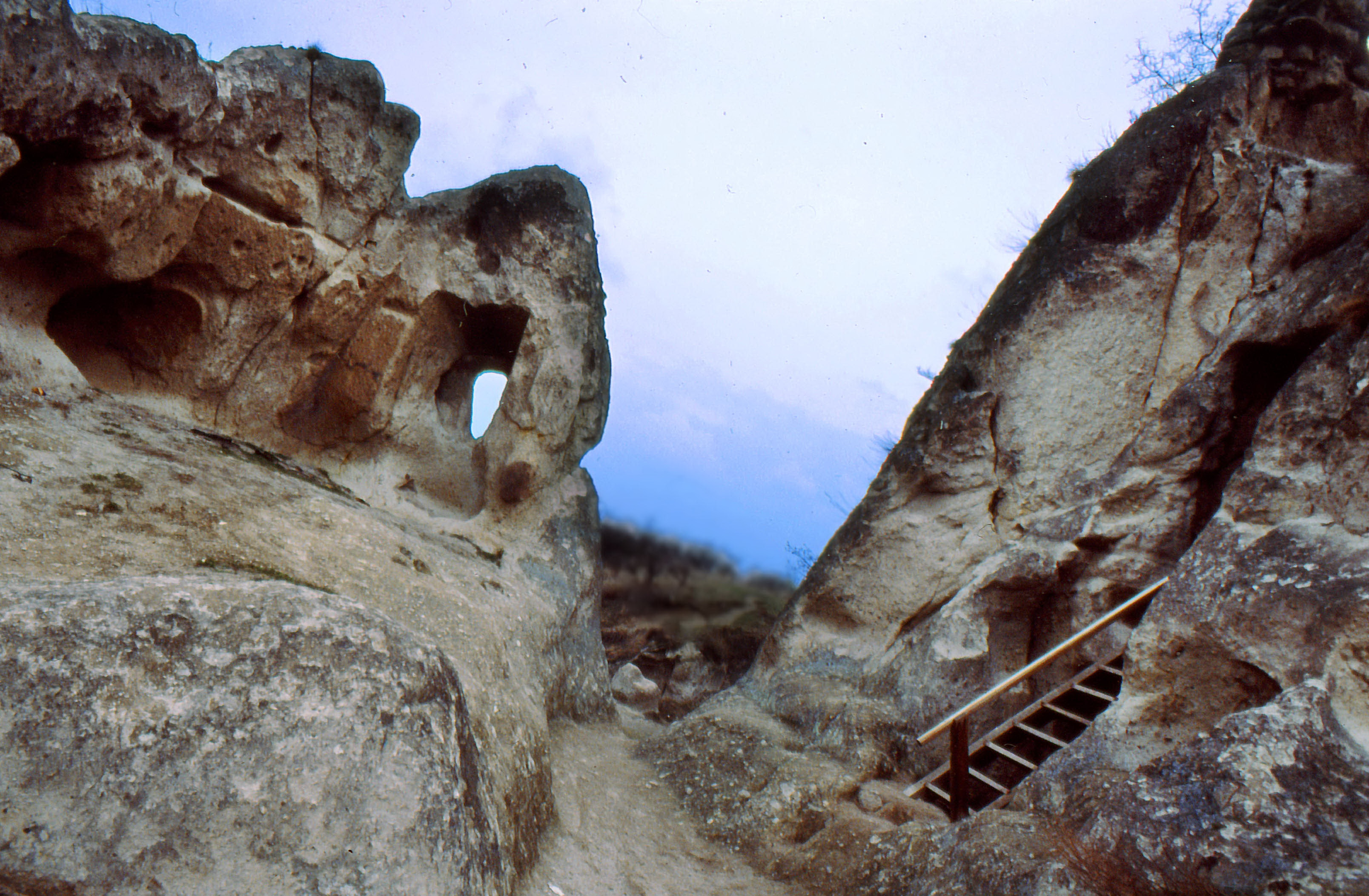
Átjárás a felső vár és a déli ún. olasz bástya között
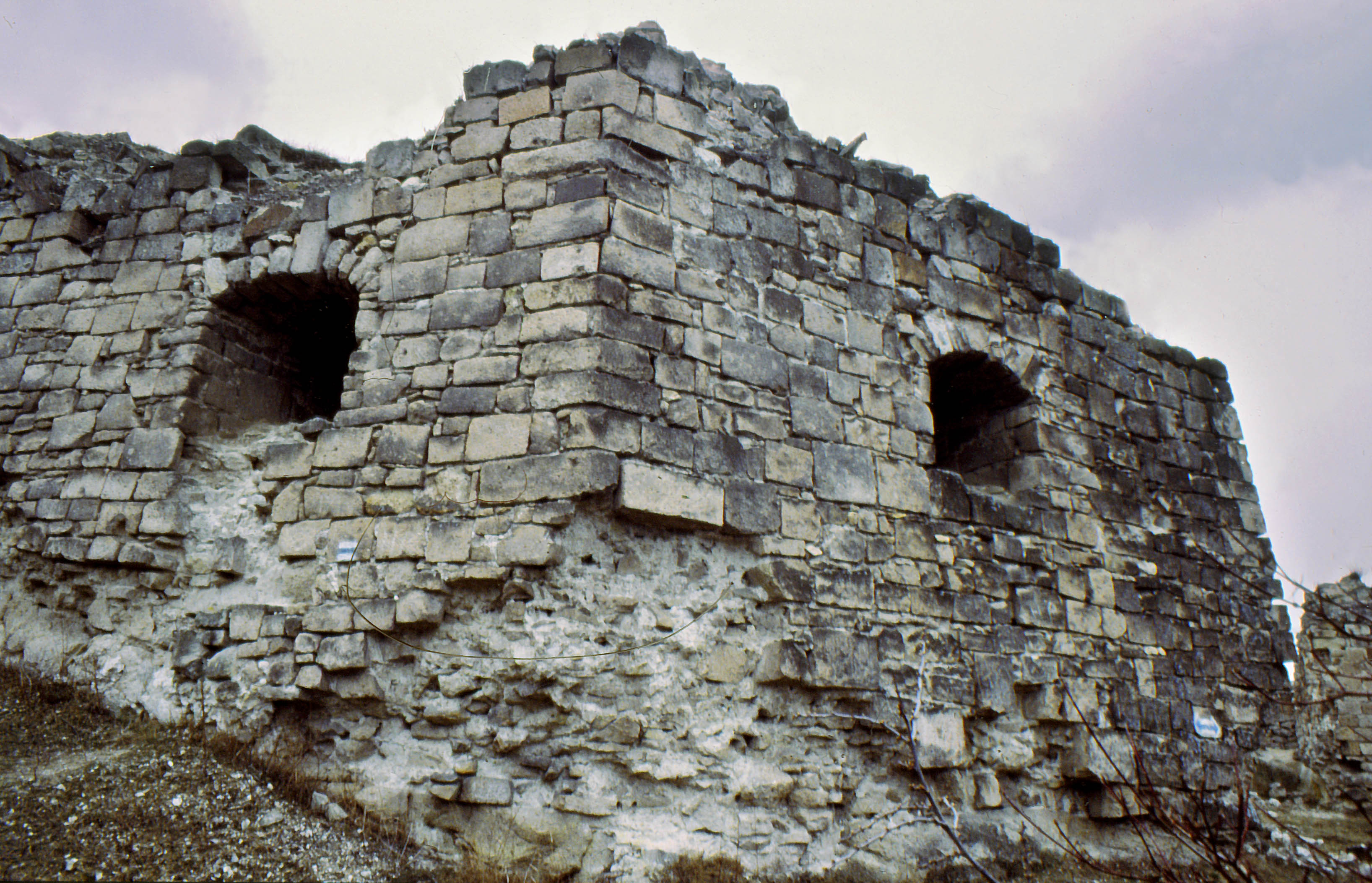
Sirok, a vár 1530 körül emelt, déli ún. olasz bástya megmaradt falai
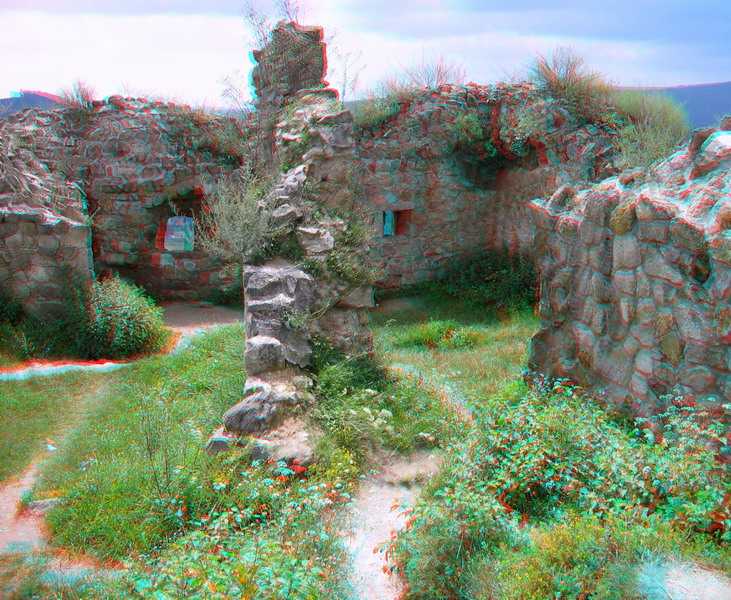
A siroki vár 3D-képen
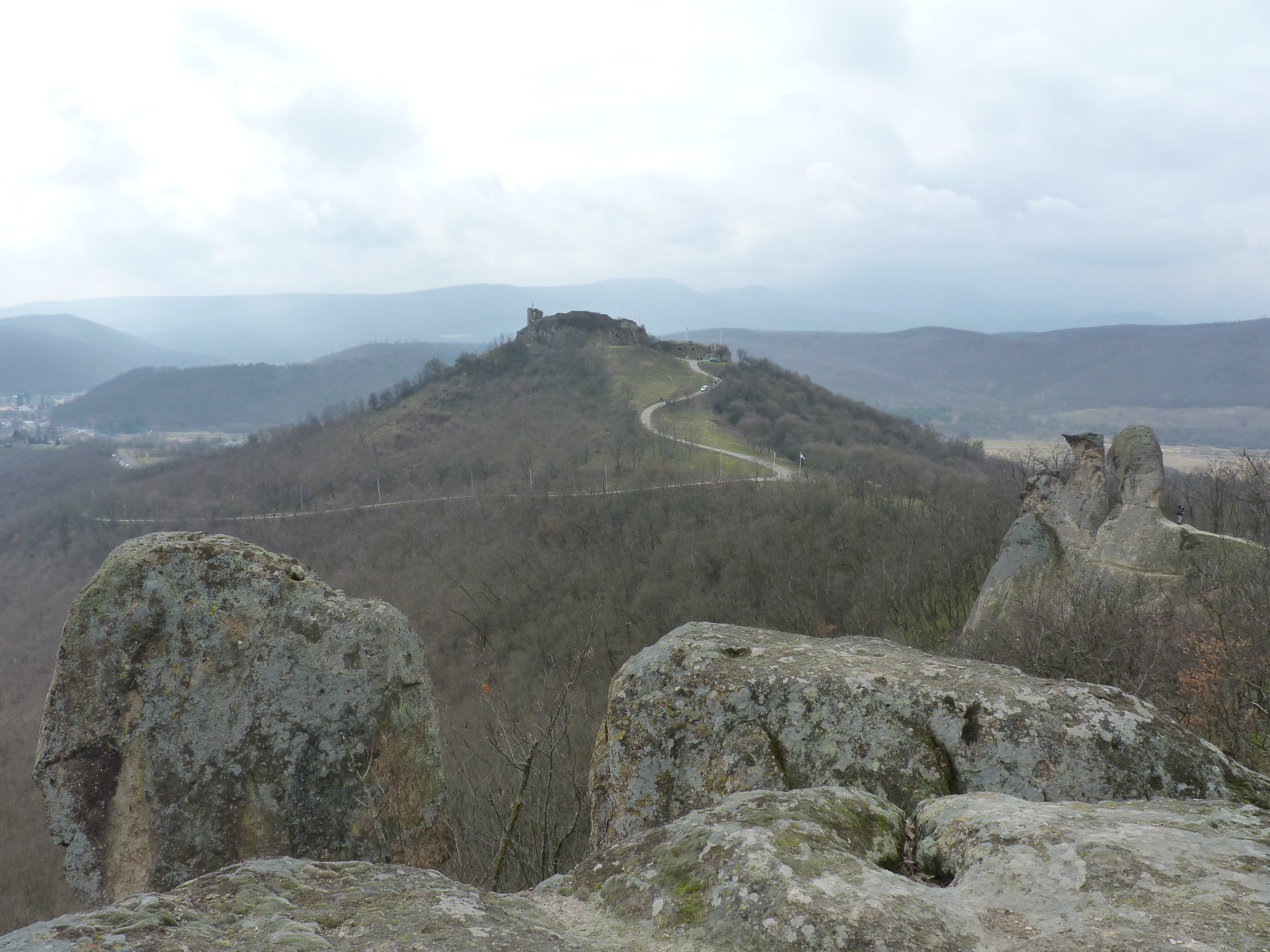
Sirok vára
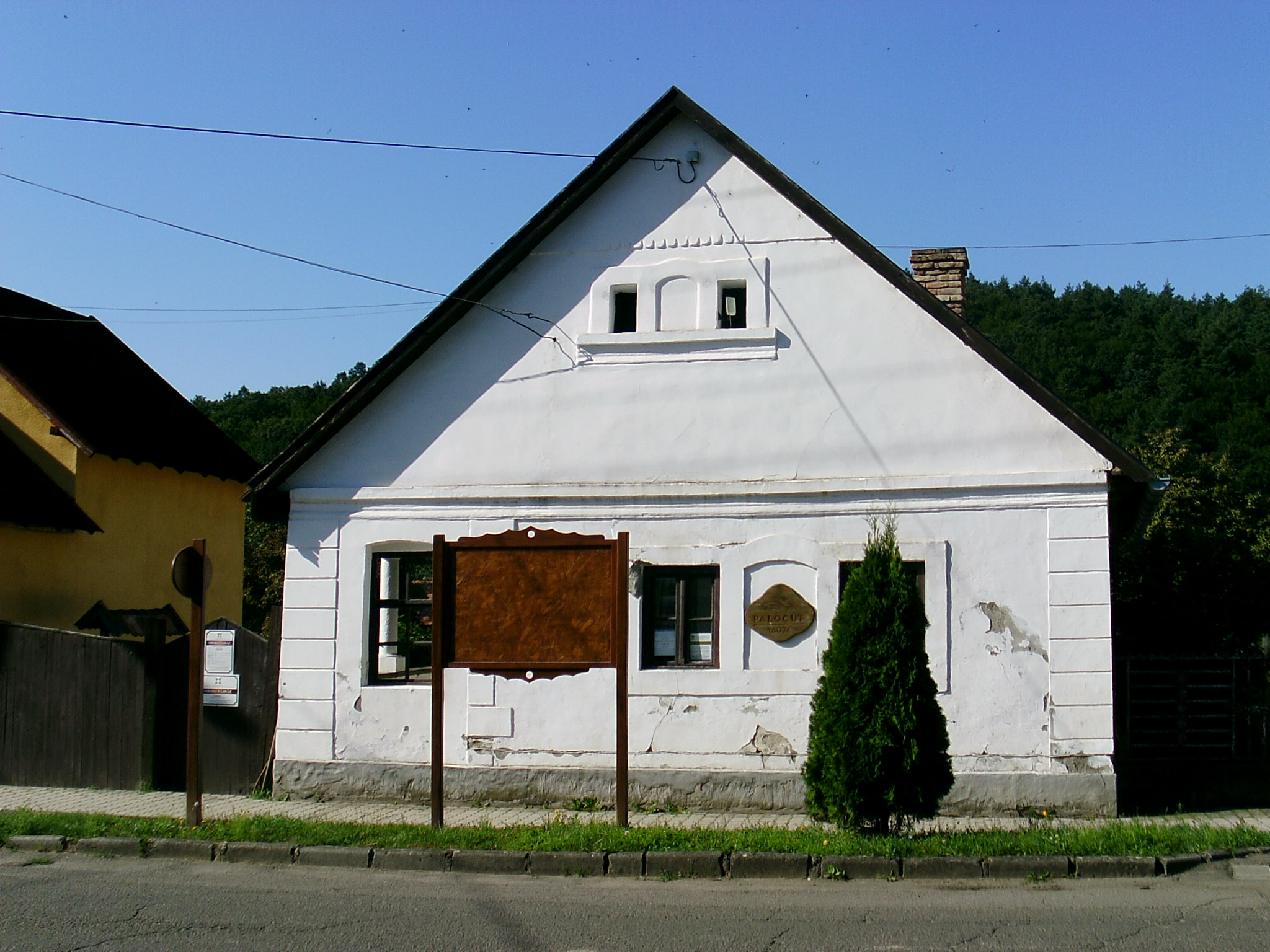
A siroki tájház
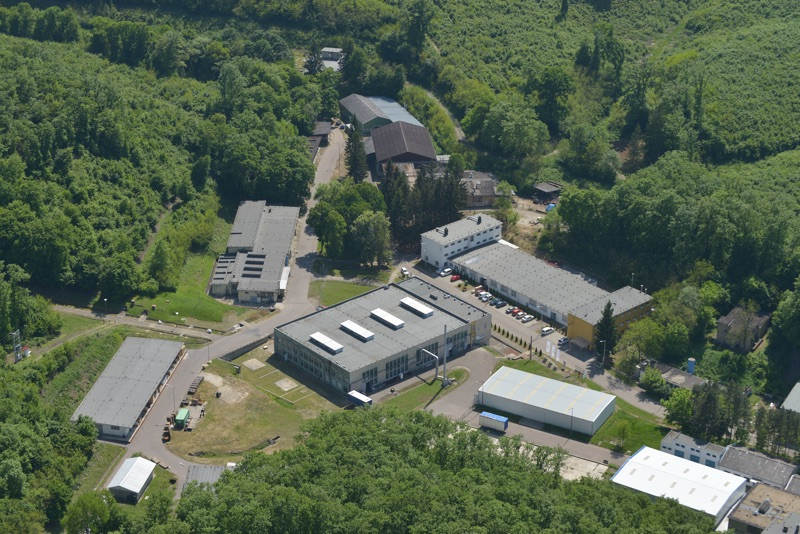
MFS 2000 Zrt. (Mátravidéki Fémművek)

## Híres személyek
- Borics Pál (1908-1969) szobrászművész
- Kislégi Nagy László (1911-1998) plébános